# Llebre de Tehuantepec
La llebre de Tehuantepec (Lepus flavigularis) és una espècie de llebre. Se la pot distingir fàcilment d'altres espècies per les dues ratlles negres que van de la base de les orelles fins al clatell i pels seus flancs blancs. La part inferior és blanc, la superior és d'un marró brillant amb tints negres, el darrere és gris i la cua és negra. Es tracta d'una de les llebres més grans i té orelles i potes grans. Els adults pesen entre 3.500 i 4.500 grams.